# 佐兰·伦德里奇
佐兰·伦德里奇（Зopaн Peндулић，1984年5月22日—），是一名塞尔维亚足球运动员，司职后卫。

## 俱乐部生涯
2002年，伦德里奇在塞尔维亚球队查查克开始职业足球生涯。2007年1月他被租借到奥地利足球甲级联赛球队雷德半年，但仅获得1次联赛出场机会。2008年6月24日，伦德里奇转会加盟刚刚升级到法甲联赛的格勒诺布尔。2010年夏季，他和塞超球队伊万尼察枫树签约一年。2011年12月，伦德里奇加盟K联赛球队浦项制铁。2013年2月，他和中国足球甲级联赛球队沈阳沈北签约。